# 圣皮埃尔代尚
圣皮埃尔德尚（法語：Saint-Pierre-des-Champs，法語發音：[sɛ̃ pjɛʁ de ʃɑ̃] ⓘ）是法国奥德省的一个市镇，位于该省中部，属于卡尔卡松区。

## 地理
圣皮埃尔德尚（43°3'31"N, 2°36'17"E）面积15.89 平方千米，位于法国奧克西塔尼大區奥德省，该省份为法国南部沿海省份，北起塔恩省，西北接上加龙省，西接阿列日省，南至东比利牛斯省，东临地中海，东北与埃罗省接壤。
与圣皮埃尔德尚接壤的市镇（或旧市镇、城区）包括：科内特昂瓦勒、拉格拉斯、圣马丹德皮、塔莱朗、泰尔默内斯红城。
圣皮埃尔德尚的时区为UTC+01:00、UTC+02:00（夏令时）。

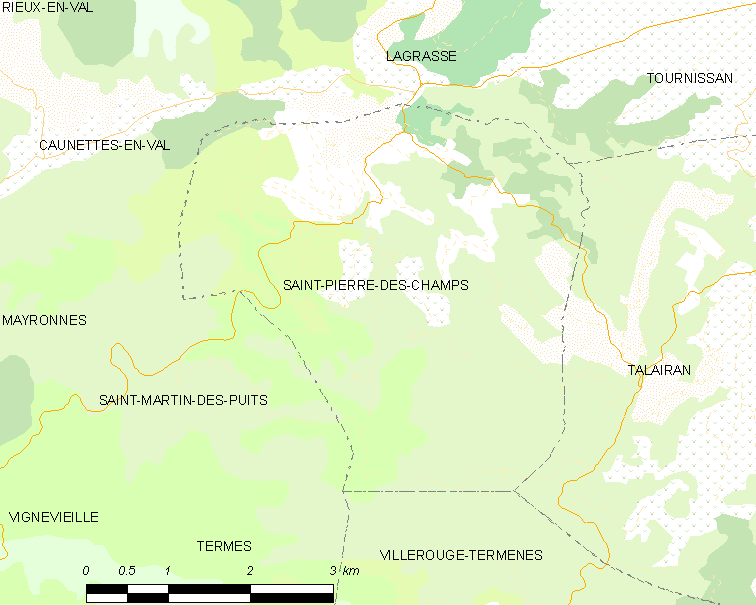
圣皮埃尔德尚的OSM定位图

## 行政
圣皮埃尔德尚的邮政编码为11220，INSEE市镇编码为11363。

## 政治
圣皮埃尔德尚所属的省级选区为莱科比耶尔县。

## 人口

1962-2008年间圣皮埃尔德尚人口变化图示

圣皮埃尔德尚于2022年1月1日时的人口数量为202人。